# 서한샘
서한샘(SeoHan Saem, 1944년 1월 9일~2019년 5월 6일)은 대한민국의 학원강사, 정치인이다. 제15대 국회의원을 지냈다. 본관은 이천이다. 원래 이름이 서용웅이었지만 국문학자 주시경의 호 한힌샘과 비슷하게 개명했다.

## 생애
인천 출신으로  인천동산고등학교,  서울대학교 사범대학 국어교육학과를 나오고 경기대학교 대학원을 나왔다.
10년간 동명초, 동산중, 동산고 및 홍익대학교 사범대학 부속여고 교사를 역임했으며, 한샘학원 및 한샘출판사, 교육 전문 채널 다솜방송을 설립하였다. 1990년대 초 EBS ‘TV 방송 과외’를 통해  ‘밑줄 쫙’  ‘돼지꼬리 땡야’ 라는 유행어를 남겼다.
1996년 신한국당 소속으로 인천 연수구에서 제15대 국회의원으로 당선되었으며, 이후 새정치국민회의로 당적을 옮겼다.
한샘닷컴 회장을 역임했다.
2019년 5월 6일 폐암으로 사망했다. 폐암임을 뒤늦게 발견해 투병했다고 한다.

## 역대 선거 결과
|  | 34.78% |

|  | 33.56% |

## 가족 관계
- 배우자: 서화자
  - 슬하: 서영진, 서정원

## 같이 보기
- 연수구 (선거구)
- 인천 연수구의 국회의원